# Районування металогенічне
Районування металогенічне (мінерагенічне), (рос. районирование металлогеническое (минерагеническое), англ. metalogenic (mineragenic) regionalization, нім. metallogene (mineralgenetische) Rayonierung f) — виділення рудоносних площ (або площ розвитку рудних і нерудних корисних копалин) різного значення і розмірів, а також встановлення їх супідрядності.

## Районування планетарне
Виділяються планетарні трансрегіональні металогенічні і мінерагенічні пояси (Тихоокеанський рудний пояс, С. С. Смирнов; Євразійський мінерагенічний пояс, Б. С. Панов) і ін., а також рудоносні площі меншого масштабу (олово-вольфрамові поліметалічні і ін. пояси Забайкалля). Д. І. Щербаков (1945) навів майже повний комплекс понять, що застосовуються при металогенічному районуванні, В. І. Смирнов (1947) виділив типи рудних поясів, І.Г Магак'ян (1959) і ін. дали визначення металогенічним поясам, провінціям і зонам. Сьогодні більшість дослідників виділяють металогенічні пояси, провінції, структурно-металогенічні зони і більш локальні — рудні райони, зони, вузли, поля. Терміни металогенічних територіальних узагальнень більш або менш встановлені, але досі немає одноманітності їх застосування. З метою упорядкування цієї термінології Е. І. Шаталов (1959) запропонував розділяти рудоносні площі за їх розмірами і конфігураціями (табл.). Серед рудних зон, вузлів і полів виділяються окремі родовища і іноді рудні дільниці (Микитівське рудне поле — Софіївське, Чегарникське і ін. родовища, — Кіровська, Ново-Заводська і ін. дільниці). Прикладом планетарної мінерагенічної структури земної кори є Євразіатський рудонафтогазоносний пояс, у центральній частині якого розташовані Донецький басейн і Дніпровсько-Донецька западина. До північного заходу на території Білорусі, Польщі і суміжних країн цей пояс включає Прип'ятський ґрабен, Брестсько-Підляський прогин, Щецинсько-Лодзінську западину і далі через Польсько-Данський авлакоген він іде у бік Північного моря та Ісландії. На південному сході від Донбасу розташовується на продовженні пояса похований кряж Карпинського і складчастих структур Мангишлаку, розривних дислокацій Устюрта і Південно-Бузачинської зони, а також Султануїздагу і Бухаро-Хівінської зони розломів, яка переходить в Південний Тянь-Шань. Подальше простягання структур мінерагенічного пояса йде через північне обрамлення Тарильської плити північною частиною Китаю — через провінції Ганьсу, Внутрішню Монголію і далі на схід аж до Тихоокеанського узбережжя.
Для найбільш вивчених у мінералогічному відношенні Донецького басейну і Південного Тянь-Шаню характерні ртутно-стибієві, золоторудні, рідкіснометалічні, флюоритові та інші рудні формації. Вони можуть бути виявлені і в інших структурах поясу, що необхідно враховувати при їх прогнозно-перспективній оцінці. У межах Євразіатського поясу розташовуються найбільші в Європі і Азії нафтогазові родовища (ДДЗ, Сівероморсько-Німецька провінція, Астраханське, Тенгизське родовища та ін.), для яких встановлена підвищена ртутоносність вуглеводнів. Це свідчить про вирішальний вплив на формування локальних нафтогазоносних родовищ і районів глибинних розломів і прихованих дислокацій, до яких приурочена також ртутна та інша ендогенна мінералізація.

## Металогенічне районування на території України
У будові території України беруть участь різні структури: УЩ, складений докембрійськими утвореннями, обрамляючі його фанерозойські западини, альпійські складчасті споруди. В межах України виділяють металогенічні провінції: Дніпровсько-Донецьку, Дністровсько-Причорноморську, Карпатсько-Кримську та Українського щита, які поділяються на субпровінції, структурно-металогенічні зони (СМЗ), металогенічні зони (МЗ), рудні райони та рудні поля. Розвиток земної кори в докембрії УЩ мав три великі етапи: архейських кратонів, ранньопротерозойських рухомих поясів та заключний етап активізації і рифтогенезу.
Для першого етапу характерні такі типи структурно-формаційних зон (СФЗ): ендербіт-ґранулітових, амфіболіт-гнейсових та граніт-зеленокам'яних поясів.
На другому етапі розвивалися СФЗ прогинів та швів тектоно-термально перероблених архейських кратонів, вулкано-плутонічних поясів.
На заключному, третьому етапі проявилися СФЗ активізації та рифтогенезу. Фанерозойські комплекси об'єднують дві групи СФЗ — платформного чохла та складчастого пояса.
Перша група геологічних структур — це зона пасивних окраїн континентів та зовнішніх частин плит. СФЗ альпійського складчастого комплексу — активні окраїни континентів та колізій. Кожному з цих типів СФЗ властива певна металогенічна спеціалізація.
В цілому Україна характеризується наявністю найбільших, світового значення родовищ заліза, марганцю, великих родовищ титану, цирконію, графіту, каолінів, ртуті, урану, рідкісних металів, літію, сірки, кухонної та калійної солі, а також родовищ золота, нікелю, свинцю, цинку, хромітів, плавикового шпату, апатиту, дорогоцінного каміння, пірофіліту та інших корисних копалин.
Металогенічна провінція УЩ найбагатша різноманітними родовищами. Крім широко відомих видів мінеральної сировини, таких як залізо, графіт, титан, уран, виявлено нові, нетрадиційні для регіону корисні копалини. Так, граніт-зеленокам'яним поясам, розвинутим у Середньому Придніпров'ї (Сурська, Верхівцівсько-Чортомлицька СМЗ), властива золоторудна спеціалізація. У синклінальних прогинах та епікратонних западинах, виповнених протерозойськими вулканогенно-осадовими формаціями, виявлено поля літієвих пегматитів (Звенигородсько-Хмелівська СМЗ, Федорівська МЗ).
Рідкіснометалічні руди, пов'язані з сублужними та лужними породами, розглядаються як багатокомпонентна сировина (тантал, ніобій, берилій, рідкісні землі, цирконій, олово, молібден, літій, флуор), що потребує комплексного освоєння (Сущано-Пержанська, Приазовська СМЗ). Коростенська та Корсунь-Новомиргородська СМЗ, складені рапаківі-гранітною та габровою формаціями, спеціалізовані на титан, апатит, ванадій, скандій, а також на камерні пегматити з топазом, берилом, моріоном.
Виявлено досить специфічні золоторудні родовища, пов'язані з гнейсово-ґранулітовими комплексами, вулкано-плутонічними поясами та зонами активізації (Голованівська, Кіровоградська СМЗ), вулкано-плутонічні пояси (Волинська субпровінція), перспективні на сульфідно-мідно-нікелеве зруденіння, пов'язані з піроксеніт-габро-норитовою та габро-долерит-троктолітовою формаціями.
До вуглецьвміщуючих формацій приурочені великі родовища графіту (Буртинське, Петрово-Балахівське, Хащевато-Заваллівське, Сачкинсько-Троїцьке та інші рудні поля). Унікальна графітоносність УЩ не має аналогів у світі.
По-новому трактується геологічна будова Кривбасу (Криворізько-Кременчуцька СМЗ). Запропоновано уявлення про насув-підсувну будову цього визначного залізорудного району. При цьому шар'яжні зони, виражені тальковими горизонтами, є головними рудоконтролюючими (екрануючими) структурами для багатих залізних руд.
Дніпровсько-Донецька металогенічна провінція характеризується розвитком зруденіння ртуті, золота, поліметалів, міді, кухонної солі, пов'язаних з карбонатно-теригенною, лагунною соленосною, евапоритовою та теригенною червоноколірною формаціями палеозою (Центральна, Бахмутсько-Нагольна СМЗ).
Особливістю Дністровсько-Причорноморської металогенічної провінції є наявність зруденіння самородної міді в трапах венду (Луківсько-Ратнівська МЗ) та плавикового шпату у теригенно-континентальній формації венду (Подільсько-Придністровська МЗ).
Для Карпатсько-Кримської металогенічної провінції характерне зруденіння золота, поліметалів, ртуті, бариту, алунітів в андезит-базальтовій, ліпарит-дацитовій та зеленосланцевій формаціях (Закарпатська, Мармароська СМЗ), сірки, кухонної та калійної солі — у теригенній соленосній та сульфатно-карбонатній формаціях (Передкарпатська, Закарпатська СМЗ), заліза — у залізисто-піщано-глинистій формації (Керченський залізорудний район). Особливий інтерес становить виділення мегазон активізації — найбільших структурних лінеаментів у десятки кілометрів шириною та сотні–тисячі кілометрів у довжину, які мають трансрегіональний характер (Центрально-Українська та Північно-Українська).
Центрально-Українська зона перетинає увесь УЩ, південні частини Донбасу й Українських Карпат. В її межах розміщуються основні золоторудні, рідкіснометальні, уранові та флюоритові об'єкти УЩ, золото-поліметалічне та ртутне зруденіння Карпат і Донбасу.
Північно-Українська зона охоплює північно-західну крайову частину УЩ, північну частину Волино-Подільської западини, на сході перетинає ДДЗ і продовжується у межах ВКМ. Ця зона контролює рідкіснометальне, срібло-поліметалічне, флюоритове зруденіння УЩ, концентрації самородної міді у трапах Волині. За їх характером ці зони віднесено до типу рудоконцентруючих.
Таким чином, територія України має високу продуктивність та значні перспективи щодо традиційних для неї корисних копалин — заліза, марганцю, титану, графіту, циркону, каолінів, сірки, кухонної солі. За рівнями запасів та ресурсів Україна — одна з найбільших рудних провінцій світу щодо цих видів сировини. Разом з тим виявлено й оцінено нові, не традиційні для України корисні копалини — золото, поліметали, рідкісні метали, літій, нікель, хроміти, мідь, флюорит, алмази, бурштин та ін. Прогнозна оцінка корисних копалин, яка виконана по території України, свідчить про наявність значних прогнозних ресурсів головних типів твердих корисних копалин і відображає реальні геологічні перспективи виявлення нових та розширення відомих родовищ.
Мінерагенічне районування осадового чохла. В мінерагенії постпротерозойського періоду велике значення має структурно-фаціальний, літологічний контроль зруденіння. Значно впливають на рудоносність покриву платформи структури фундаменту, особливо наскрізні глибинні розломи. Переважають осадовий, осадово-інфільтраційний, залишковий і гідротермальний генетичні типи зруденіння. Основне значення мають родовища різних типів глин (бентонітових, вогнетривких), кам'яного вугілля, солі, сірки, а також ртуті, поліметалів, міді, флюориту, марганцю, алюмінію, нікелю (у корі вивітрювання) і рідкісних металів (розсипи). В цілому для України головними типоморфними металами є залізо, марганець, титан, цирконій, рідкісні метали, ртуть, мідь, свинець, нікель, алюміній. Встановлено основні закономірності просторового розміщення калійних солей, вугілля, фосфоритів, бентонітових і вогнетривких глин. Виділено поля і ділянки їх локалізації. На основі отриманих даних про мінерагенію осадовиго чохла зроблено його прогнозну оцінку. До виявлених закономірностей належать:
- 1. Зв'язок рудної мінералізації з тектонікою регіону; зруденіння приурочені г. ч. до ділянок з піднятим фундаментом («пасмом» піднятих блоків), до зон розломів, куполів, солянокупольних структур.
- 2. Стратиграфічний контроль. Кухонна і калійна солі — девон і нижня перм, свинцево-цинкова мінералізація — нижній карбон, шамозитові залізні руди — юра, розсипи — берецька і новопетрівська світи, фосфорити — сеноман, канівська, бучацька, київська та межигірська світи.
- 3. Літолого-фаціальний контроль. Розсипи спостерігаються в прибережно-морських і континентальних утвореннях тріасового, юрського, ранньокрейдового, палеогенового, неогенового і четвертинного віків. Прояви бокситів приурочені до елювію докембрійських порід, а також до утворень строкатобарвної формації пізньоюрського і ранньокрейдового віків. У поширенні фосфоритів, пов'язаних з мілководними і морськими осадами, фаціальний контроль має не менше значення, ніж стратиграфічний.
- 4. Прояви свинцю і цинку, які мають практичне значення, приурочені до брекчій кепроку солянокупольних структур, а також до пористих, тріщинуватих порід, які контактують з брекчією. З куполами пов'язані рудопрояви флюориту і точки підвищеної мінералізації ртуті, міді, молібдену, кобальту, ґерманію, ґалію, скандію, бору і сірки. У межах Донбасу ртутна і поліметалічна мінералізації також приурочені до тектонічних піднять. Солянокупольні структури становлять певний інтерес для пошуків калійних солей, бору.
- 5. Спостерігається успадкованість зруденіння від древніших формацій до більш молодих. Накопичення рудних мінералів в осадовій товщі виявляються переважно в районах, де породи кристалічної основи (та інших фундаментів) збагачені цими компонентами. Наприклад, ґерманій у вугіллі нижнього і середнього карбону встановлено в межах залізорудних формацій. Юрські шамозито-сидеритові залізні руди поширені на площі, яка лежить на продовженні структур Кривого Рогу з властивими їм залізорудними формаціями. Встановлено зв'язок мінерагенічної зональності та рудогенезу з виявленими зонами структурно-формаційних та стратиграфічних неузгоджень, що відкриває нові напрями ціленаправлених мінерагенічних досліджень осадового чохла, раціонального проведення геологорозвідувальних робіт.